# Конвой «Вевак № 1»
Конвой «Вевак № 1» — японський конвой часів Другої світової війни, проведення якого відбувалось у березні 1943-го.
Пунктом призначення конвою став Вевак на північному узбережжі Нової Гвінеї, який після початку в листопаді 1942-го новогвінейського контрнаступу союзників був обраний японським командуванням для розташування головної бази на цьому острові. Вихідним пунктом став Рабаул — головна передова база в архіпелазі Бісмарка, з якої провадились японські операції на Соломонових островах та сході Нової Гвінеї (можливо відзначити, що наступні конвої до Веваку ходили з Палау — важливого транспортного хабу на заході Каролінських островів, звідки, зокрема, постачався і сам Рабаул).
До складу конвою увійшли транспорти «Тайсей-Мару», «Нісшу-Мару» (Nisshu Maru), «Тохо-Мару», «Тайю-Мар» (Taiyu Maru), «Косей-Мару» та «Токохіме-Мару», тоді як охорону забезпечували мисливці за підводними човнами CH-18 та CH-22.
9 березня 1943-го конвой полишив порт і 14 березня без втрат досягнув пункту призначення.
Відомо, що у квітні щонайменше 4 з транспортів конвою були на Палау.